# Williwaw
En météorologie, un williwaw est le nom d'un vent. Le terme est employé pour désigner les courants d'air froid descendant du flanc des montagnes dans certaines régions côtières du monde (notamment en Alaska, en Patagonie, en Sibérie...). Il est connu pour être particulièrement imprévisible, puisqu'il est dû à des conditions  catabatiques; pour cette raison, il est redouté des marins car il peut occasionner des dommages aux navires et faire chasser les navires au mouillage. Le nom williwaw est d'origine amérindienne et a été initialement utilisé pour de violentes rafales soufflant dans le détroit de Magellan, surtout en hiver,. 

## Toponymie
Un sommet de l'île Madre de Dios au sud du Chili porte ce nom (Monte Williwaw)

## Littérature et films
Plusieurs œuvres de fiction utilisent les conditions causées par le williwaw comme trame de fond de leur histoire. On note entre autres :
- Williwaw de Gore Vidal[3],
- Finish Line, un épisode de la télésérie Deadliest Catch de Discovery Channel où un bateau de pêche est frappé par le mauvais temps d'un williwaw,
- Williwaw!, un roman de Tom Bodett[4].
- Le Williwaw est un esprit du vent de la saga Waterfire de Jennifer Donnelly que Becca Quickfin combat afin de récupérer le talisman de Pyrrha, il est présenté comme très dangereux et peut déclencher une tempête destructrice en quelques secondes.

## Littérature de voyage
- Seul autour du monde à la voile, Joshua Slocum, (ce n'est pas une fiction, il s'agit du récit de la première circumnavigation en solitaire)

à tel point qu'un trimaran à "foils" de 9 mètres, sur plan de David Keiper, atteignant plus de 20 nœuds, fut lancé vers 1967 sous ce nom de "Williwaw"